# Jean-Rodolphe Perronet
Pour les articles homonymes, voir Perronet.
Jean-Rodolphe Perronet, né à Suresnes le 25 octobre 1708, mort à Paris le 27 février 1794, est un ingénieur et architecte français, fondateur et premier directeur de l’École des ponts et chaussées.

## Vie et carrière
Jean-Rodolphe Perronet est né à Suresnes le 25 octobre 1708, enfant naturel d'un jeune « cadet » des Gardes suisses protestant, et d’une jeune vigneronne catholique de 19 ans. Après l’assassinat de son père en 1725, il entre à dix-sept ans comme apprenti-architecte au cabinet de Jean Beausire, premier architecte de la ville de Paris. Il est chargé du projet et de la conduite du grand égout de Paris, des travaux des quais et de l’entretien des chemins de banlieue. En 1735, il est nommé sous-ingénieur à Alençon et il entre en 1736 au corps des ponts et chaussées. Néanmoins, il aimera toujours se dire architecte et c'est en cette qualité qu'il apparaît dans son portrait par Alexandre Roslin, actuellement au musée de Göteborg.
En 1737, il devient sous-ingénieur, puis ingénieur de la généralité d'Alençon. En cette qualité, il construit la lanterne de la basilique Notre-Dame d'Alençon.
Le 14 février 1747, un arrêt nomme Perronet à la direction du Bureau des dessinateurs du Roi, que vient de créer Trudaine, pour lever les cartes et les plans du royaume. Il a pour mission de former les ingénieurs des ponts et chaussées et d’en contrôler l’action dans les généralités où ils sont employés. Il reçoit en outre la direction du lever de tous les plans des routes et le droit de projeter, conduire et inspecter tous les travaux dans les provinces, concurremment avec les inspecteurs généraux.
En 1750, il obtient le grade d'inspecteur général et, en 1764, celui de premier ingénieur dont il remplit les fonctions pendant plus de trente ans. Il réalise de très nombreux ponts, dont le pont de la Concorde à Paris. Entre 1747 et 1791, 2 500 km de routes sont ouvertes ou rectifiées sous sa direction.

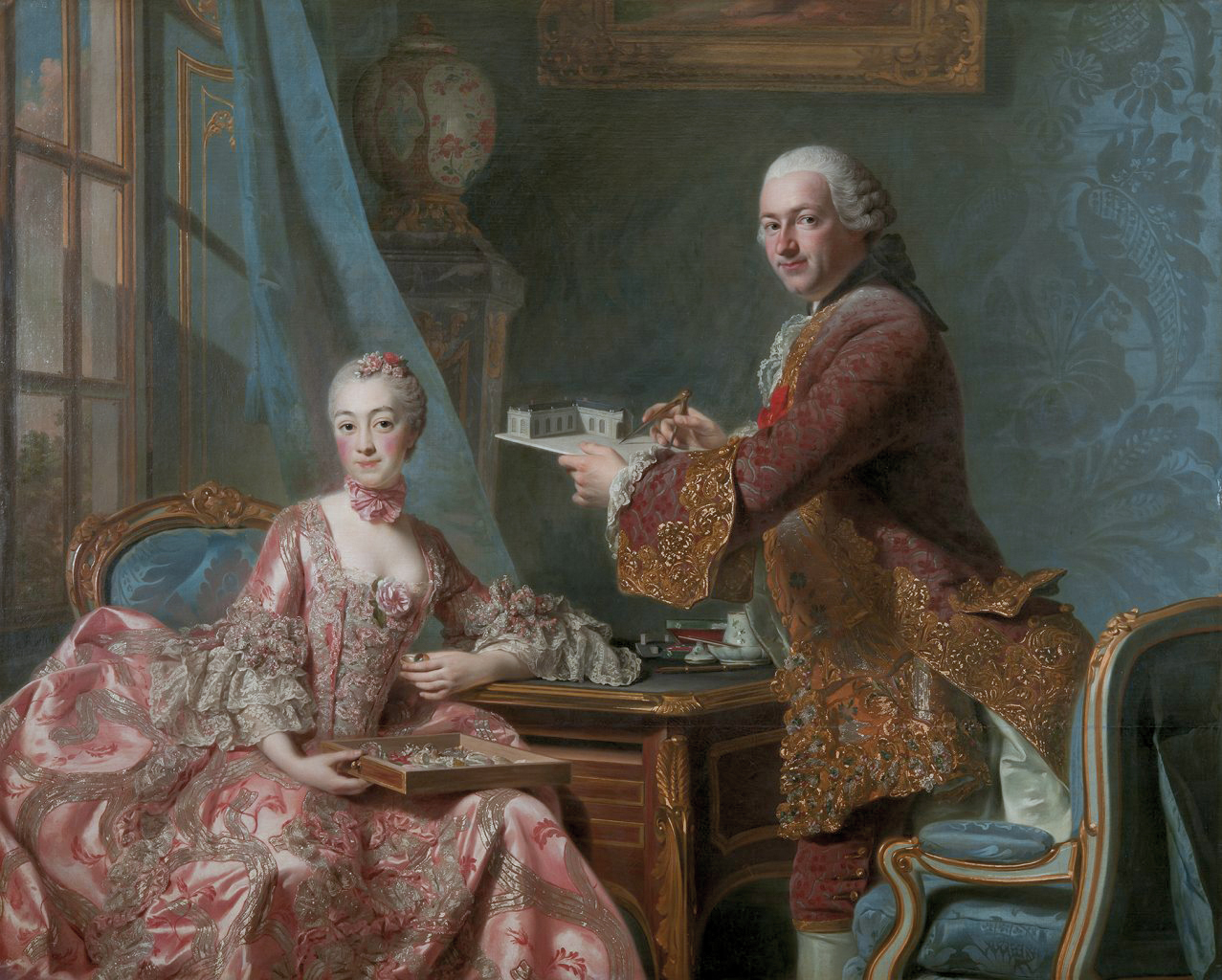
Double portrait dit l'Architecte Jean-Rodolphe Perronet et son épouse, Antoinette Charlotte Besson, par Alexandre Roslin (1759), au musée des beaux-arts de Göteborg.

Il entre en 1756 à l'Académie royale d'architecture. Il est nommé premier ingénieur du roi en 1763 et devient membre associé de l’Académie royale des sciences en 1765.
Le Bureau des dessinateurs du Roi qu'il dirige depuis 1747 devient le Bureau des élèves des ponts et chaussées puis, en 1775, l’École des ponts et chaussées. Organisateur, animateur et pédagogue, il est le véritable père spirituel de ses élèves et met en œuvre une pédagogie originale qui, encore aujourd’hui, semble d’actualité.
La première École des ponts et chaussées est installée dans l’hôtel Libéral Bruant à Paris.
Jean-Rodolphe Perronet a contribué aux articles « pompe à feu » et « épinglier » dans l’Encyclopédie ou Dictionnaire raisonné des sciences, des arts et des métiers, éditée de 1751 à 1772 sous la direction de Diderot et d’Alembert. En 1772, il devient membre de l'Académie royale des sciences de Suède.
Selon Michel Gallet : « On est encore mal informé sur sa propriété de Perroy, sur le lac de Genève, où la villa palladienne, de forme ronde, évoque l'architecture de son ami Louis Le Masson. »
Le nom de Jean-Rodolphe Perronet est souvent cité dans la correspondance de Diderot, car Perronet était amoureux de Marie Charlotte Legendre, la sœur de Sophie Volland et l'épouse de Jean-Gabriel Legendre, lui-même inspecteur général des ponts et chaussées. Il avait épousé Antoinette Charlotte Besson.

## Réalisations
Outre les ponts ci-dessous, l'ingénieur Perronet a supervisé la construction de la première manufacture de Sèvres dont l'architecte est Laurent Lindet.

### Ponts

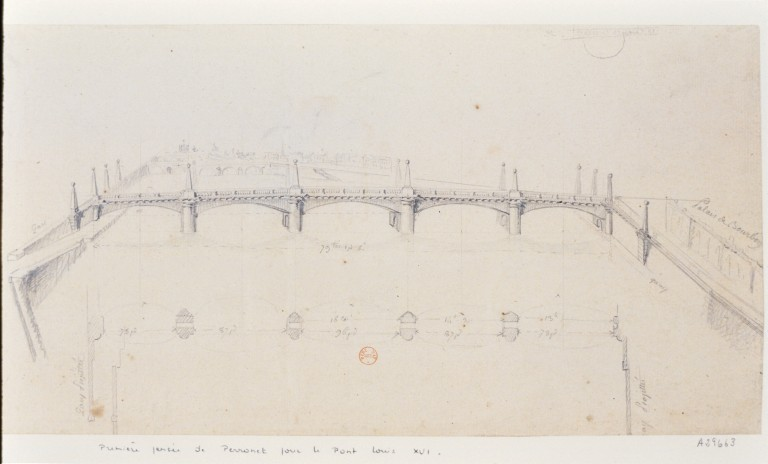
Première pensée de Perronet pour le pont de la Concorde.

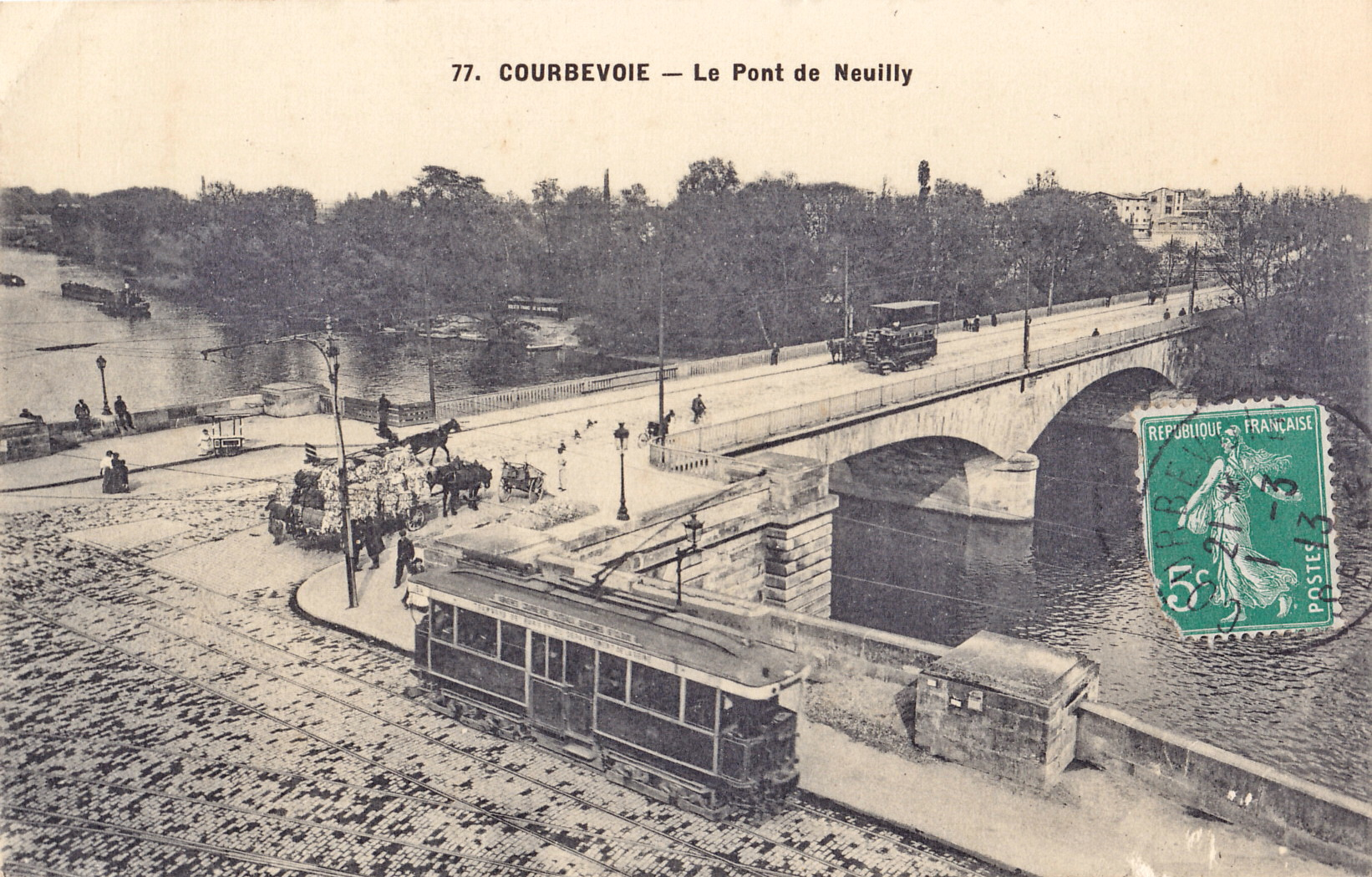
Le second pont de Neuilly, conçu par Perronet.

- 1750-1760 : pont George-V à Orléans sur la Loire[2] ;
- 1757-1765 : pont de Mantes-la-Jolie sur la Seine[2] ;
- 1758-1764 : pont de Trilport sur la Marne, dans la banlieue Est de Meaux ;
- 1759-1768 : pont sur la Lys, premier à cet endroit, entre Nieppe et Armentières ;
- 1765-1786 : pont de Château-Thierry sur la Marne[2] ;
- 1766-1769 : pont Saint-Edne à Nogent-sur-Seine[2] ;
- 1768-1774 : pont de Neuilly-sur-Seine[2] ;
- 1770-1771 : pont des Fontaines[9] ;
- 1774-1785 : pont de Pont-Sainte-Maxence sur l’Oise[2] ;
- 1775 : pont de Biais-Bicheret[9] ;
- 1776-1791 : plans du Grand-Pont de Nemours à Nemours, construit après sa mort de 1796 à 1804, sur deux périodes (1796–1797) et (1803–1804) ;
- 1784-1787 : pont de Brunoy sur l'Yerres, affluent de la Seine ;
- 1786-1787 : pont de Rosoy sur l'Yonne, entre Rosoy et Sens[9] ;
- 1786-1791 : pont Louis XVI, futur pont de la Concorde, à Paris[8].

### Publications
- Mémoire sur l'éboulement qui arrive quelquefois à des portions de montagnes & autres terrains élevés ; & sur les moyens de prévenir ces éboulements & de s'en garantir dans plusieurs circonstances, 1769 (lire en ligne)
- Antoine Deparcieux et Jean-Rodolphe Perronet, Projet d'amener à Paris la rivière Yvette, Paris, Chez Claude-Antoine Jombert libraire, 1776 (lire en ligne)
- « Mémoire sur le cintrement et le décintrement des ponts ; et sur les différens mouvemens que prennent les voûtes pendant leur construction », dans Histoire de l'Académie royale des sciences. Année 1773. Avec les Mémoires de mathématique & de physique tirez des registres de cette Académie, Paris, Imprimerie royale, 1777 (lire en ligne), p. 33-50, planches I, II, III (voir)
- Mémoire sur la réduction de l'épaisseur des piles et sur la courbure qu'il convient de donner aux voûtes , lu à l'assemblée publique de l'Académie royale des sciences, le 12 novembre 1777, Paris, Imprimerie royale, 1780 (lire en ligne)
- Devis des ouvrages a faire pour la construction du pont de Louis XVI, en pierre, avec chemin de hallage, et d'une partie des murs sur le quai de la Seine, vis-a-vis de la place Louis XV, Parios, Imprimerie de Lottin aîné, 1787 (lire en ligne)
- Mémoire sur la recherche des moyens que l'on pourrait employer pour construire de grandes arches de pierre de deux cents, trois cents, quatre cents & jusqu'à cinq cents pieds d'ouverture qui seraient destinées à franchir de profondes vallées bordées de rochers escarpés, 1er décembre 1792 (lire en ligne)
- Articles de l’Encyclopédie ou Dictionnaire raisonné des sciences, des arts et des métiers : « épinglier » ; « pompe à feu »
- Projet d'une arche en pierre de 36 pieds d'ouverture, faite à l'imitation des ponts de charpente, pour épargner l'emploi de la pierre et du moëlon, Paris, Chez Magimel, 1793 (lire en ligne)
- Construire des ponts au XVIIIe siècle, Presses des ponts, 1993, 340 p. 1993  (ISBN 9782859781033)

## Hommages

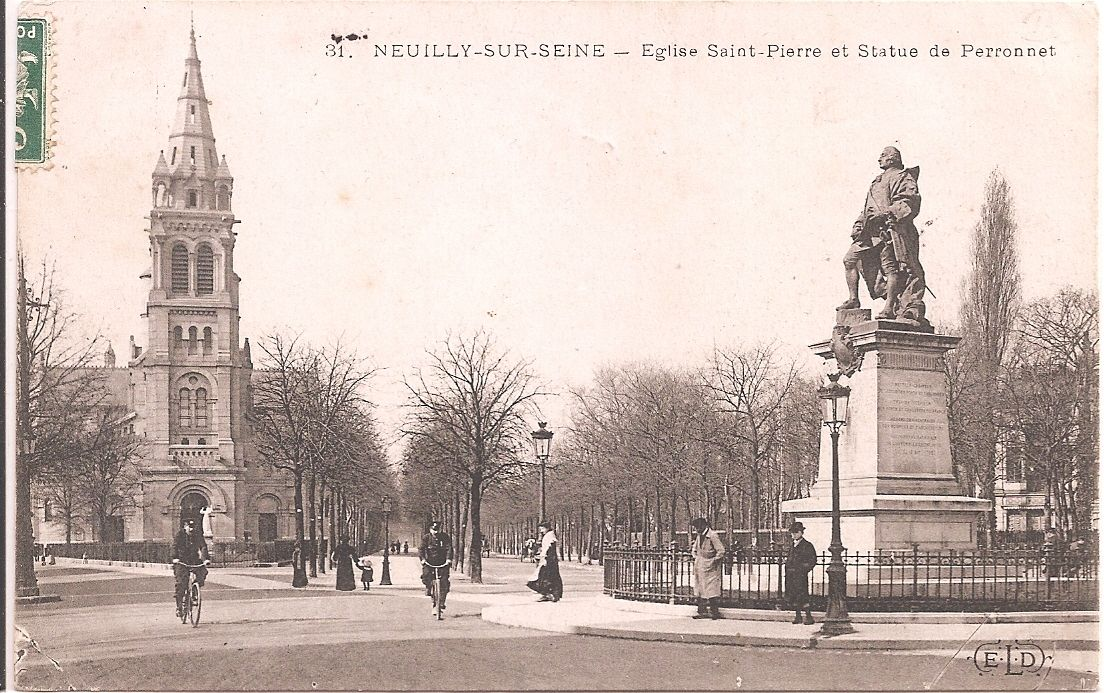
L'église Saint-Pierre de Neuilly et le monument à Perronet dans les années 1910.

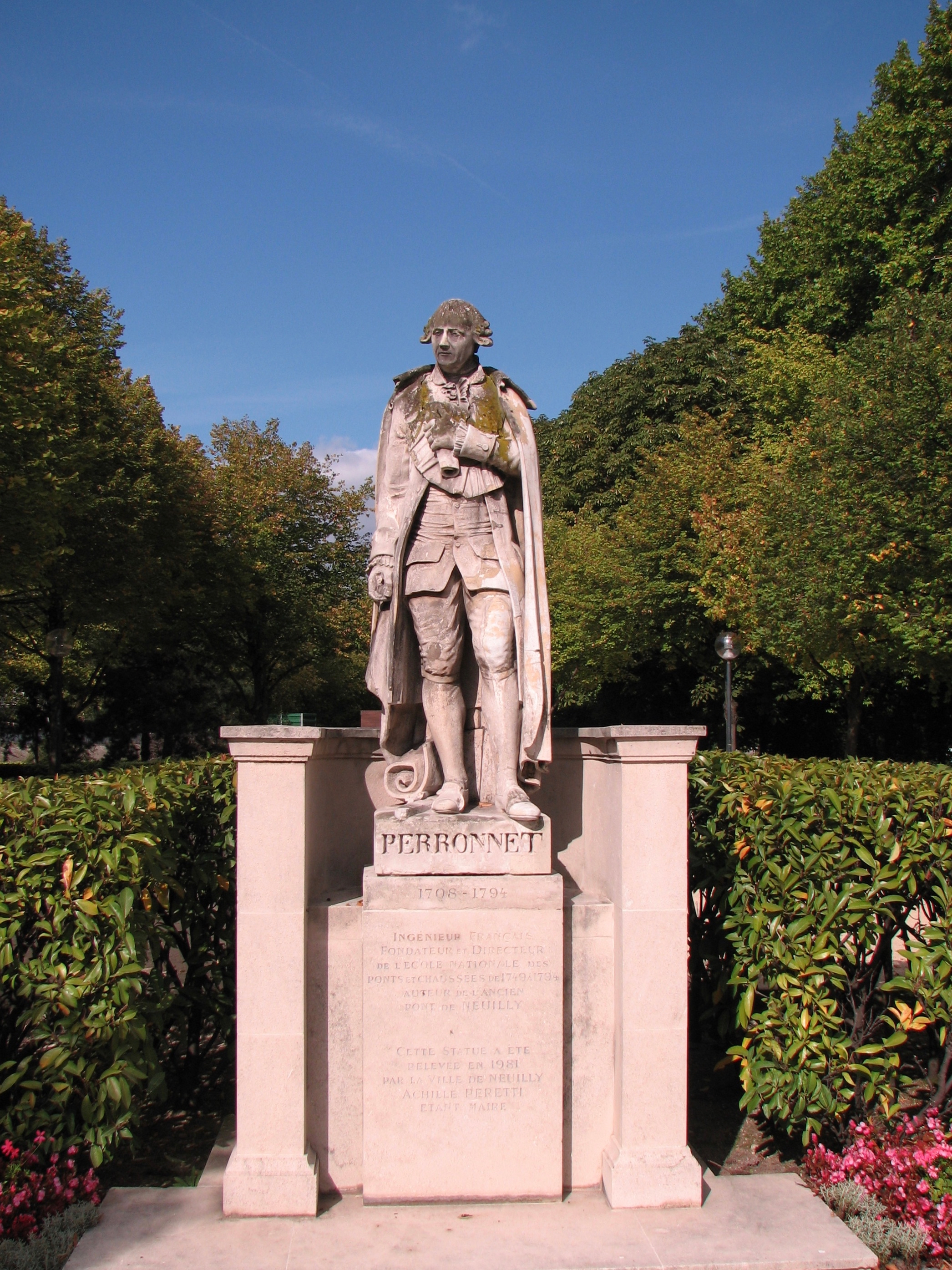
Statue de Jean-Rodolphe Perronet, à l'extrémité de l'île de Puteaux.

- La rue adjacente à l'ancien site de l’École nationale des Ponts et Chaussées porte aujourd’hui son nom, à la limite des 6e et le 7e arrondissements de Paris.
- Une statue de Perronet, réalisée par le sculpteur Adrien Étienne Gaudez et l'architecte Édouard Guiard pour le socle, est inaugurée en 1897 rond-point d’Inkermann (actuelle place Winston-Churchill). Fondue en 1942 sous le régime de Vichy, elle a laissé la place à un monument aux morts[10],[11].
- En 1981, la ville de Neuilly acquiert une statue en pierre de Perronet datant du XVIIIe siècle, d’origine inconnue, et l'installe à la pointe nord-est de l’île de Puteaux, au pied du pont de Neuilly (dont l'ingénieur avait créé la première version en pierre en 1772)[10]. En 2023, elle est déplacée sur le parvis de l'hôtel de ville[12],[13].
- On a, à Neuilly-sur-Seine, une rue, une avenue et un square Perronet. Une rue lui rend aussi hommage à Suresnes, sa ville de naissance.
- À Brunoy, une voie porte le nom « rue du Pont Perronet.